# Henri Mabille
Henri Mabille, né le 25 septembre 1902  à Morija (Basutoland), mort le 4 novembre 1976  à Monoblet (Gard), est un militaire et personnalité oubanguienne. Il préside l’Assemblée Territoriale de l’Oubangui-Chari pendant la période 1952-1957.
Après avoir été pasteur et chef de la mission protestante française de Morija (Basutoland). Henri Mabille dit Mohato, engagé depuis 1940 dans la France libre, devient en 1941 aspirant dans la compagnie lourde no 2 du Bataillon de marche n° 2 (BM2). En 1944, il est promu sous-lieutenant dans le peloton de mitrailleuse lourde à Bangui, puis en 1945, lieutenant de la compagnie lourde sur le front de l’atlantique.
Le 30 mars 1952, il est un des 14 conseillers territoriaux élus dans le 1er collège (européens) de l’Assemblée Territoriale de l’Oubangui-Chari, il préside cette assemblée jusqu’en 1957.